# Прапор Жовківського району
Пра́пор Жо́вківського райо́ну — офіційний символ Жовківського району Львівської області, затверджений 27 грудня 2000 року рішенням сесії Жовківської районної ради.

## Опис
Прапор являє собою прямокутне полотнище зі співвідношенням сторін 2:3, що розділене по діагоналі з нижнього лівого кута на синє верхнє та зелене нижнє поля. У центрі знаходиться жовтий лев. У нього червоні очі, язик та пазурі. Лев стоїть на задніх лапах і тримає жовтий ключ.